# Њу Хоуп (Минесота)
Њу Хоуп (енгл. New Hope) град је у америчкој савезној држави Минесота.

## Демографија
По попису из 2010. године број становника је 20.339, што је 534 (-2,6%) становника мање него 2000. године.
| Група             | 2000.          | 2010.          |
| Белци             | 17.748 (85,0%) | 14.522 (71,4%) |
| Афроамериканци    | 1.207 (5,8%)   | 2.993 (14,7%)  |
| Азијати           | 669 (3,2%)     | 779 (3,8%)     |
| Хиспаноамериканци | 721 (3,5%)     | 1.330 (6,5%)   |
| Укупно            | 20.873         | 20.339         |